# Villa el Cielo
Villa el Cielo es una localidad del municipio de Centro ubicado en la subregión centro del estado mexicano de Tabasco. Anteriormente formaba parte de la localidad de Tumbulushal hasta que fue desfusionada el 15 de junio de 2019.

## Geografía
La localidad de Villa el Cielo se sitúa en las coordenadas geográficas 17°48′45″N 92°55′40″O / 17.812582, -92.927651, a una elevación de 18 metros sobre el nivel del mar.

## Demografía
Según el Conteo de Población y Vivienda 2020, efectuado por el Instituto Nacional de Estadística y Geografía, la localidad de Villa el Cielo tiene 6,185 habitantes, de los cuales 3,001 son del sexo masculino y 3,184 del sexo femenino. Su tasa de fecundidad es de 1.59 hijos por mujer y tiene 1,919 viviendas particulares habitadas.
| Gráfica de evolución demográfica de Villa el Cielo entre 2020 y 2020 |
|                                                                      |
| INEGI.                                                               |